# Toxomerus quinquemaculatus
Toxomerus quinquemaculatus är en tvåvingeart som först beskrevs av Jacques-Marie-Frangile Bigot 1888.  Toxomerus quinquemaculatus ingår i släktet Toxomerus och familjen blomflugor. Inga underarter finns listade i Catalogue of Life.